# 渠務大樓
渠務大樓（英語：Drainage Services Tower），是位於香港九龍長沙灣發祥街西長沙灣污水泵房內的香港政府辦公大樓，主要用作重置渠務署及社會福利署設施，樓宇設有21層，淨作業樓面面積約為19,220平方米。大樓耗資21億5,750萬港元，於2020-21年度動工，預計於2026年落成。

## 背景
香港政府於2010年代，公佈將重置三座灣仔政府大樓，以騰出有關用地作商業及會展用。現時位於灣仔稅務大樓的渠務署總部、設計拓展科、污水處理服務科的顧問工程管理部和特別職務部及機電工程科的機電工程部將搬往擬建辦公大樓。渠務署現時分布於本港不同地點的主要辦事處亦會一併遷往新的辦公大樓，而港島及離島渠務部將改遷杏花邨水務署大樓。此外，也用於重置目前租用私人物業的社會福利署轄下中央個案記錄貯存室，從而節省政府的租金開支。
2018年12月19日，政府向立法會發展事務委員會講解興建渠務署大樓的建議。2019年12月，政府向立法會發展事務委員會提交文件，計劃興建渠務大樓。2020年11月提交至立法會工務小組委員會，申請撥款21億5750萬港元興建渠務大樓，並獲得通過，由瑞安建業為主承建商。工程於2020年下半年展開，預計2024年完工。
政府於渠務大樓興建時首次採用「新工程合約」模式興建，提升成本效益，並可減省部分時間。

## 樓層與設施
| 樓層       |                    |
| ---------- | ------------------ |
| 天台       | 機房               |
| 8/F – 20/F | 渠務署辦公室       |
| 3/F – 7/F  | 社會福利署辦公室   |
| 2/F        | 渠務署辦公室、機房 |
| 1/F        | 機房               |
| G/F        | 大堂               |

## 興建圖集

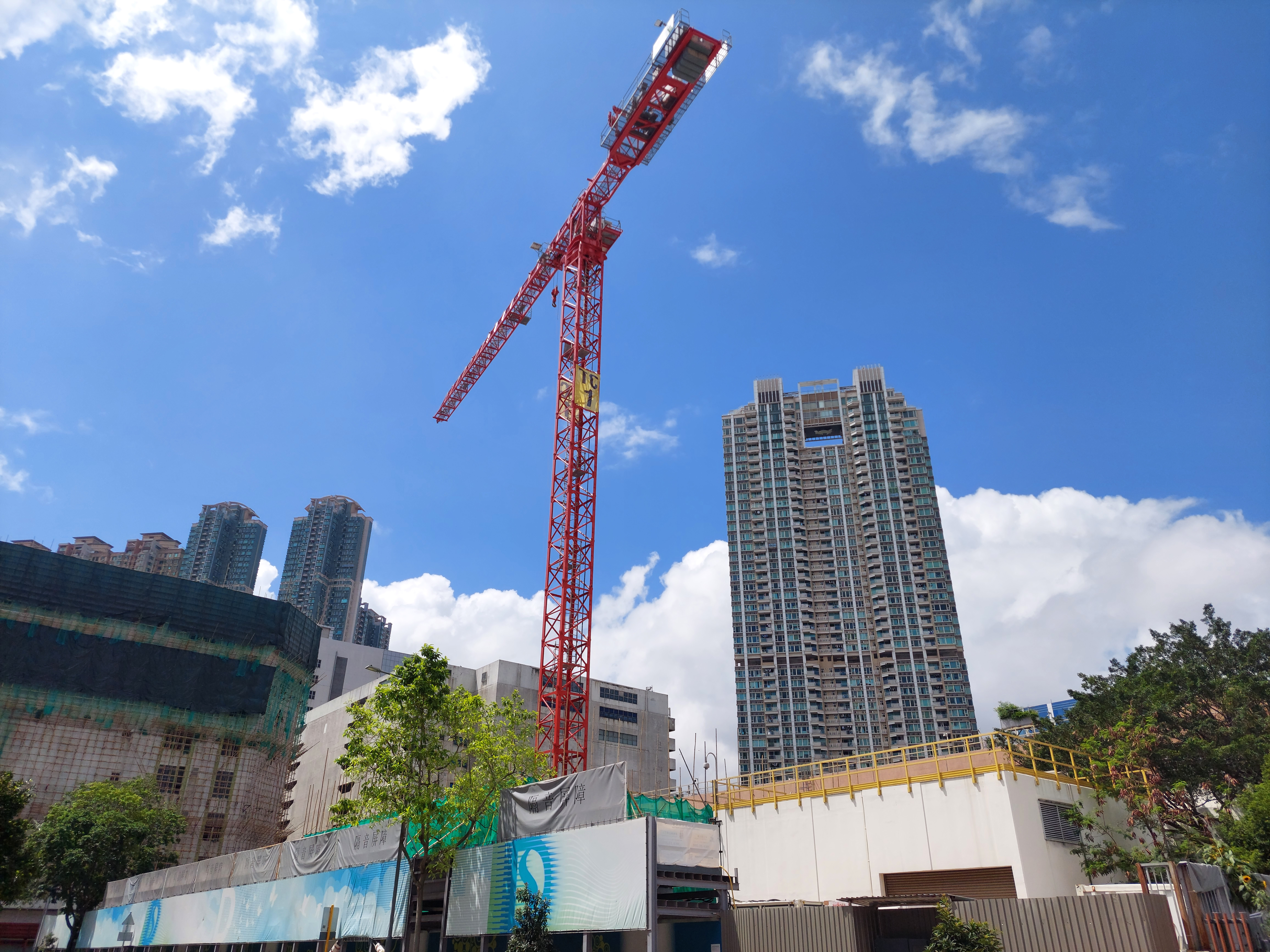
正在興建首層，2023年5月
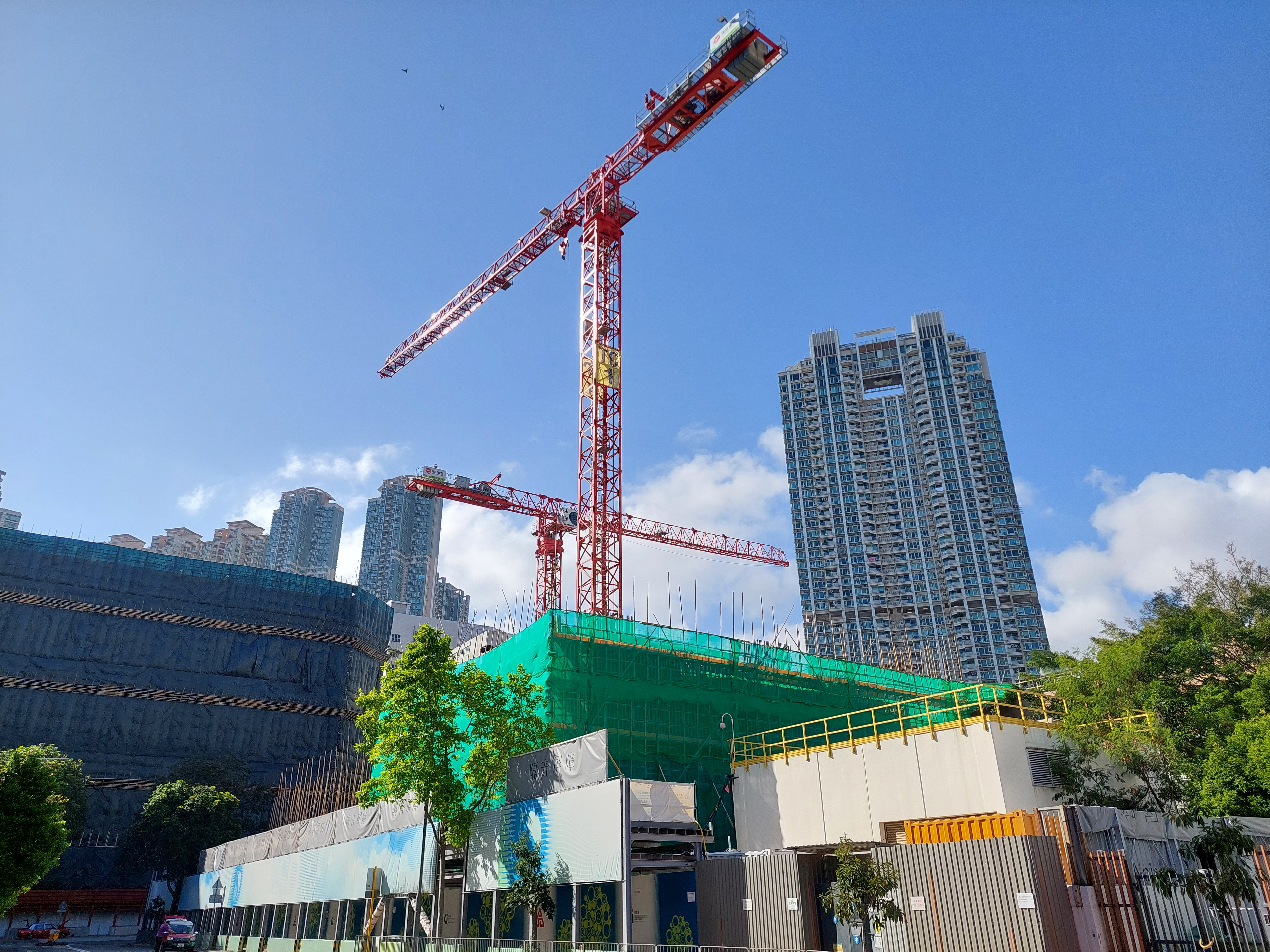
2023年8月
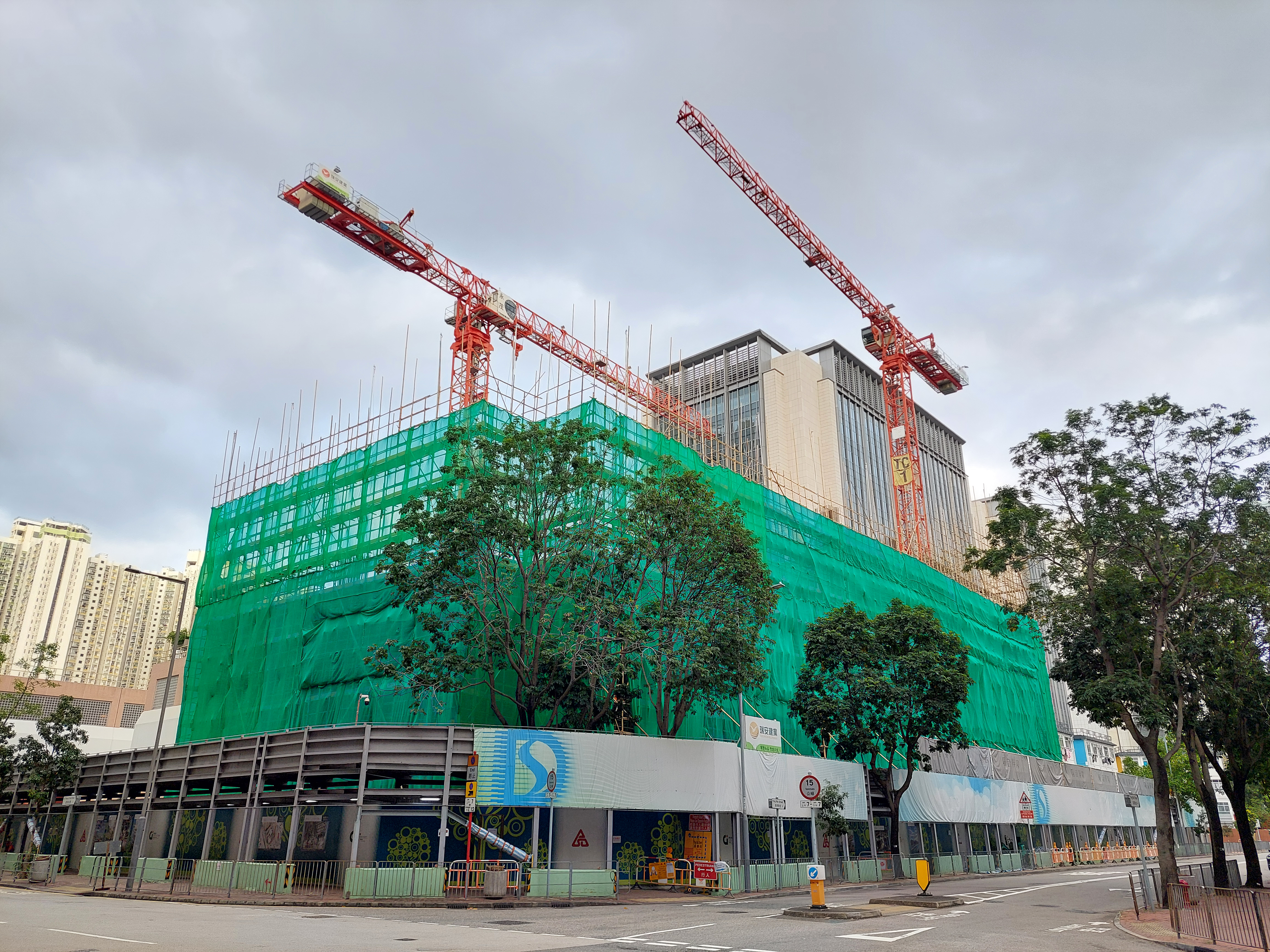
2023年11月
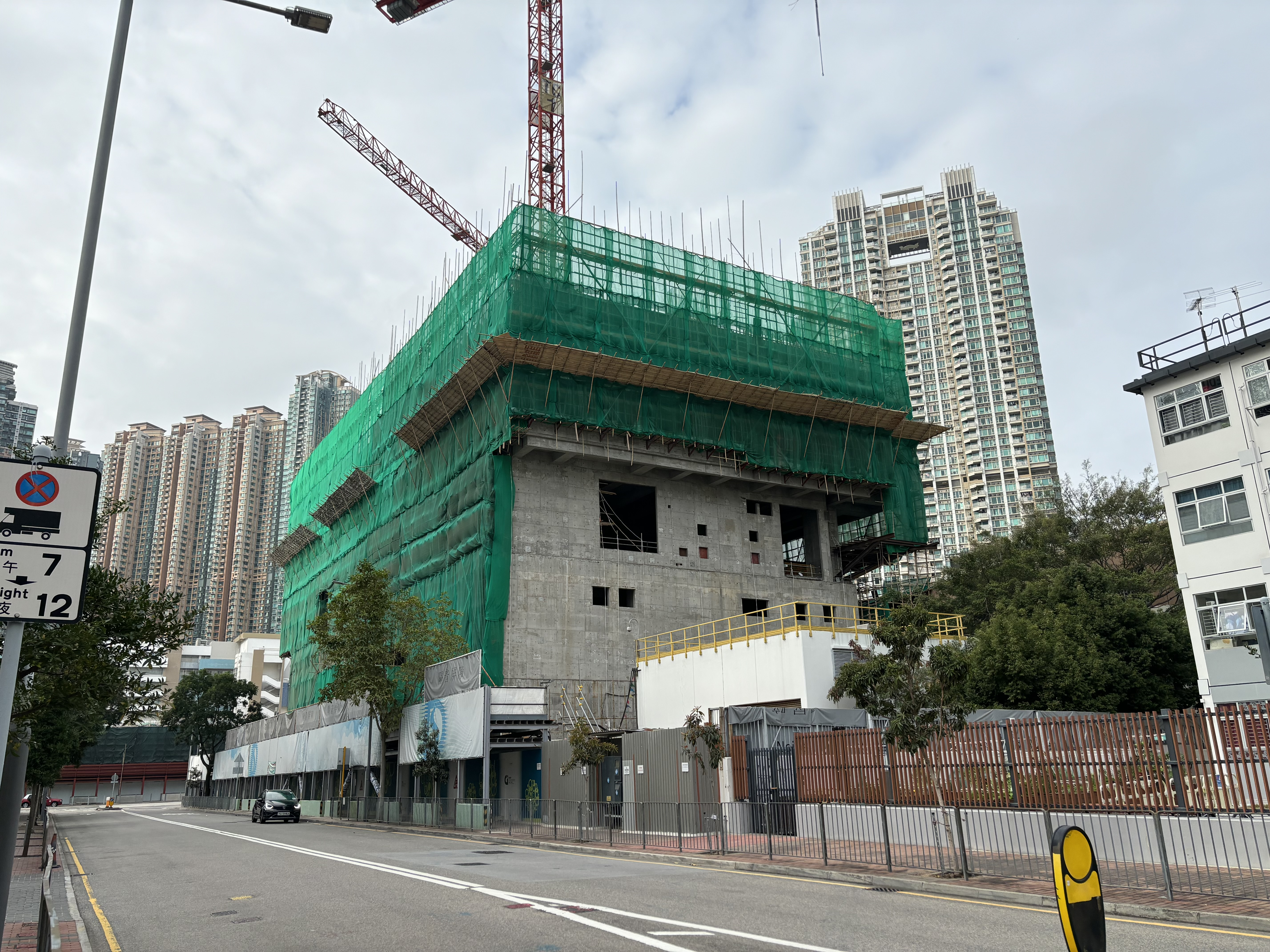
2024年2月
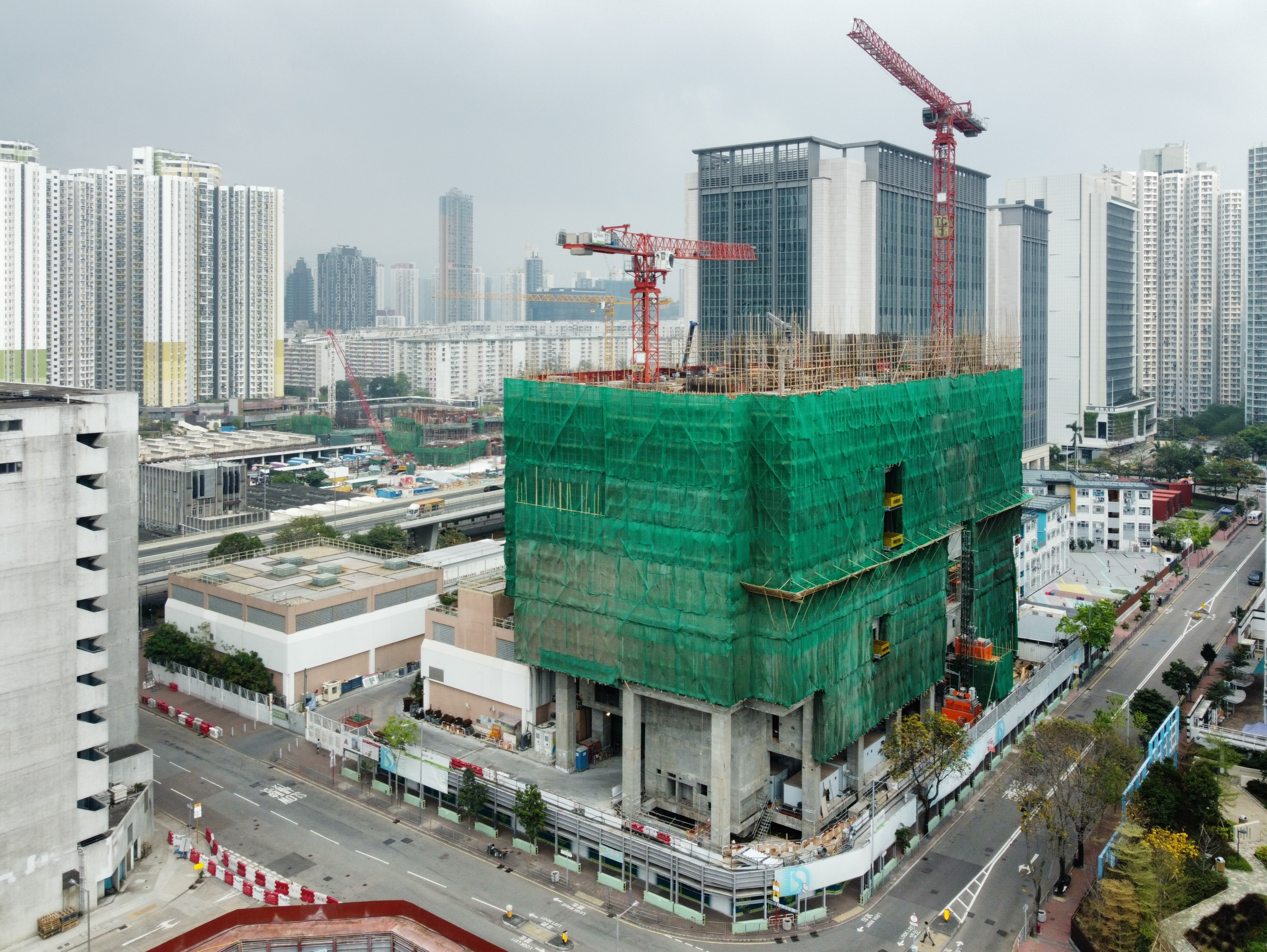
2024年4月

## 鄰近建築
- 西九龍法院大樓
- 凱德苑
- 蔬菜統營處優質蔬菜包裝中心
- 英華小學/英華書院
- 聖瑪加利男女英文中小學
- 海達邨
- 星匯居
- 庫務大樓